# Patti Cake$
Patti Cake$ – amerykański film dramatyczny z 2017 roku w reżyserii Geremy’ego Jaspera, wyprodukowany przez wytwórnię Fox Searchlight Pictures.
Premiera filmu odbyła się 23 stycznia 2017 podczas Sundance Film Festival. Siedem miesięcy później, 18 sierpnia, obraz trafił do kin na terenie Stanów Zjednoczonych. W Polsce premiera filmu odbyła się 20 października 2017.

## Fabuła
Film opisuje historię 23-letniej dziewczyny Patricii "Dumbo" Dombrowski, która mieszka w podupadającym miasteczku w New Jersey w hrabstwie Bergen i walczy ze swoim życiem. Aby osiągnąć swój wymarzony sukces, dziewczyna postanawia wyjść na scenę i zawalczyć o ten sam rodzaj muzycznej nieśmiertelności, jaki stał się udziałem jej idola, rapera O-Z. Patti posiada talent do składania rymów, ale nie może wyrwać się z domu, ponieważ dzieli z poruszającą się na wózku inwalidzkim babcią Naną oraz zgorzkniałą i podpitą matką Barb, która żyje przeszłością i swoimi kompleksami. Dziewczyna podejmuje decyzję o zgłoszeniu się do konkursu muzycznego i tworzy zespół składający się z przyjaciół oraz własnej babci obdarzonej bardzo oryginalnym głosem.

## Obsada
- Danielle Macdonald jako Patti
- Bridget Everett jako Barb
- Siddharth Dhananjay jako Jheri[4]
- Mamoudou Athie jako Basterd
- Cathy Moriarty jako Nana
- McCaul Lombardi jako Danny
- Patrick Brana jako Slaz

## Odbiór
Film Patti Cake$ spotkał się z pozytywną reakcją krytyków. W serwisie Rotten Tomatoes, 83% ze stu trzydziestu pięciu recenzji filmu jest pozytywne (średnia ocen wyniosła 7,2 na 10). Na portalu Metacritic średnia ocen z 37 recenzji wyniosła 67 punktów na 100.

### Nagrody i nominacje
| Rok  | Miejsce                | Nagroda             | Kategoria                              | Odbiorcy i nominowani | Wynik     |
| ---- | ---------------------- | ------------------- | -------------------------------------- | --------------------- | --------- |
| 2017 | Sundance Film Festival | Główna Nagroda Jury | Udział w konkursie na najlepszy dramat | Geremy Jasper         | nominacja |